# Суолема
Суолема или Суола́ма — река в Восточной Сибири, левый приток реки Анабар.
Берёт начало из озера Киенг-Кюель на высоте 22 м над уровнем моря. Протекает на территории Таймырского Долгано-Ненецкого района Красноярского края и Анабарского района Якутии в северо-восточном направлении по Северо-Сибирской низменности. Впадает в Анабар на высоте 0,1 м над уровнем моря. Длина реки — 262 км, площадь водосборного бассейна — 7440 км².

## Притоки
Водотоки перечислены по порядку от устья к истоку:
- 1 км: Кириес-Юряге;
- 17 км: Маягастах-Сене;
- 22 км: река без названия;
- 40 км: Гусиная;
- 50 км: Орто-Джие-Юряге;
- 51 км: Дуомнгна;
- 57 км: река без названия;
- 63 км: Нергебил;
- 68 км: Хопсохтох-Юрях;
- 79 км: Серкече;
- 83 км: река без названия;
- 92 км: Хопсохтох-Сене;
- 96 км: Нюрукай-Юряге;
- 98 км: Рассоха;
- 108 км: Мавра-Иетин-Юряге;
- 120 км: Поперечная;
- 154 км: Ластик-Суолема;
- 162 км: Диринг-Юрях;
- 174 км: Пилис-Сене;
- 180 км: Уйбанчын-Рассуохата;
- 195 км: Харбатар;
- 196 км: Гасапча;
- 199 км: Туора;
- 215 км: река без названия[1].

## Данные водного реестра
По данным государственного водного реестра России и геоинформационной системы водохозяйственного районирования территории РФ, подготовленной Федеральным агентством водных ресурсов:
- Бассейновый округ — Ленский;
- Речной бассейн — Анабар;
- Речной подбассейн — отсутствует;
- Водохозяйственный участок — реки бассейна моря Лаптевых (включая реку Анабар) от восточной границы бассейна реки Тикян-Юрях на западе до границы бассейна реки Оленёк на востоке.

Код водного объекта в государственном водном реестре — 18010000112117600044061.